# Mise en danger de la vie d'autrui en droit pénal français
La mise en danger délibérée de la vie d'autrui est un délit en droit pénal français.

## Application
Pour que le délit de mise en danger délibérée de la vie d'autrui soit constitué, le ministère public doit apporter quatre types de preuve cumulatives :
- existence d'une obligation particulière de sécurité ou de prudence imposée par la loi ou le règlement ;
- violation manifestement délibérée de cette obligation ;
- exposition directe d'autrui ;
- existence pour autrui d'un risque immédiat de mort ou de blessures de nature à entraîner une mutilation ou une infirmité permanente.

Les articles 223-1 et 223-2 du Code pénal précisent ce délit,,,.

## Domaines d'application
Ce délit voit son champ d'application s'élargir, de plus en plus, dans deux domaines en particulier :
- infraction routière ou comportement sur la voie publique pouvant entraîner des risques d'accident (conduite en état d'ivresse ou sous l'emprise de stupéfiants par exemple),
- dans le domaine médical par l'application de traitement inadapté ou contre-indiqué.

## Différences avec la non-assistance à personne en danger
Cette mise en danger comporte un acte positif (on appelle « positif » toute action, par exemple conduite en état d'ivresse, même si l'action peut être moralement jugée négative).
La mise en danger se distingue donc du refus d'aider une personne en danger (non-assistance à personne en danger, qui lui est constitué par l'absence volontaire de commettre un acte pour aider une personne en difficulté.
Une autre différence entre ces deux notions, de mise en danger ou de refus d'aider, consiste à regarder la situation de la victime :
- dans le cas d'une mise en danger, la victime est saine au commencement, tandis que son état s'aggrave ensuite ;
- dans le cas d'une non-assistance à personne en danger, la victime se trouve déjà dans une situation d'où elle doit être sortie.

La mise en danger de la vie d'autrui est punie moins gravement (un an de prison) que le refus d'aider une personne en danger (5 ans de prison).